# Claude-Auguste Lamy
Pour les articles homonymes, voir Lamy.
Claude Auguste Lamy, né à Ney le 15 juillet 1820 et mort à Paris le 20 mars 1878, est un physicien et chimiste français, codécouvreur du thallium avec William Crookes.

## Biographie
Après des études secondaires à Poligny, Dole et enfin Paris, Auguste Lamy intègre l'École normale et est condisciple de Louis Pasteur. En 1845, il est agrégé de physique et licencié en sciences naturelles. De 1848 à 1850, il commence sa carrière comme professeur de physique en collèges à Lille et Limoges puis aux Écoles académiques de Lille à partir de 1852. Il soutient sa thèse de doctorat à Paris en 1851. Il suit Louis Pasteur à Lille et obtient la chaire de physique de la faculté des sciences de Lille en 1854, où il enseigne la thermodynamique, la physique industrielle et les presses hydrauliques, les distillations et explosions.
Il enseigna aussi à l'École des arts industriels et des mines de Lille (École centrale de Lille) pendant 11 ans avant de rejoindre Paris où il obtient en 1865 la Chaire de chimie industrielle à l’École centrale des arts et manufactures, comme successeur d'Anselme Payen.
Membre de la Société des sciences, de l'agriculture et des arts de Lille, il devint président de la Société française de chimie en 1873.
Il fut membre du conseil d'administration des établissements Kuhlmann de 1870 à 1878, fondés par son beau-père Frédéric Kuhlmann.

## Découverte du thallium

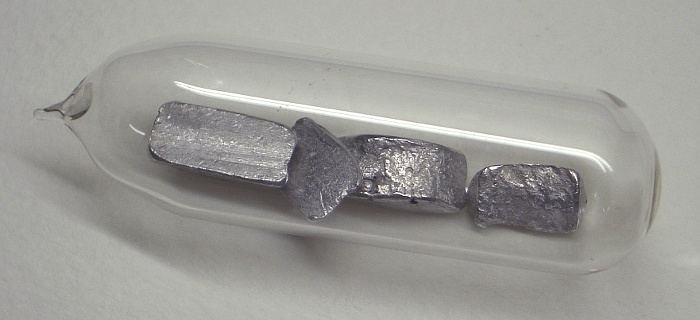
Nouvel élément chimique Thallium isolé et identifié par spectrométrie en 1861-1862 à Lille par Lamy

En 1862, à Lille, Claude Auguste Lamy identifie et isole 14 grammes de l'élément thallium grâce au spectroscope prêté par son beau-frère, le chimiste Jules Frédéric Kuhlmann. En 1861, cet élément chimique avait néanmoins été préalablement décrit par William Crookes qui étudiait par spectroscopie la lumière émise par un minerai de sélénium chauffé.